# Mauri Rose
Mauri Rose, ameriški dirkač Formule 1, * 26. maj 1906, Columbus, Ohio, ZDA, † 1. januar 1981, Royal Oak, Michigan, ZDA. 
Mauri Rose je pokojni ameriški dirkač, ki je med leti 1933 in 1951 sodeloval na ameriški dirki Indianapolis 500, ki je med letoma 1950 in 1960 štela tudi za prvenstvo Formule 1. Dirko je kar trikrat dobil, v letih 1941, 1947 in 1948. Najboljši rezultat na dirki Formule 1 je dosegel na dirki leta 1950, ko je zasedel tretje mesto. Umrl je leta 1981.